# 邵武站
邵武站，位于中华人民共和国福建省南平市邵武市水北街道，是鹰厦铁路上的火车站，建于1956年，由南昌铁路局南平车务段管辖，东侧连接福州机务段邵武运用车间（原邵武机务段）。

## 历史
邵武站1956年4月17日铺轨开站，6月1日开办临时客货运输，1958年1月1日正式运营，开通初期设有7条股道和一座面积50平方米的站房。邵武站是当时闽西北最大的铁路枢纽，车站每天停靠50趟列车，客车要换司机乘务及做检修，货车则需要进行编组。车站配备300多名职工以保证庞大客货运流量的需求。
1982年铁路部门对车站进行了扩建改造，新建站房一座，同时改造两座站台并新建设进出站地下通道。铁路的繁荣带动了当地经济迅速发展，1983年邵武成为福建省北部首个撤县建市的城市。1991年5月车站上下行区间实现电气化，同年车站对站房进行了改造。2011年后，由于福建省的出省铁路陆续开通，车站客货流逐渐下降，目前每日停靠客车不足10趟。

## 车站结构

### 站房
邵武站目前使用的站房建于1982年，并于1991年进行改造，为五层二栋式结构。其中售票处面积212平方米，内设有4个售票窗口和1个自助取票机；候车室面积365平方米，软席候车室面积212平方米。
- 候车室
- 股道分布图
- 站调
- 油库

### 站场
邵武站设有2座客运站台，分别为一座侧式站台和一座岛式站台。两座站台均长400米，并被长306米的雨棚覆盖。1、2站台间设有长32米、宽8米的地道连接。
邵武站站场设到发线6股，平均有效长714米，机车走行线1股，调车线4股。另外车站设牵出线1股和货物线2股。此外，车站设有通往南昌铁路局南昌物资供应段、福州机务段邵武运用车间、中央储备粮邵武直属库、中石化森美水北油库、水北粮油中转站、邵武储运贸易有限公司、邵武市燃料公司、邵武市农资有限公司和福建省公路管理局邵武储运处的专用线。
|                | 车站货场                |
| 8-11道         | 调车线                  |
| 7道            | 机走线                  |
| 4-6道          | 鹰厦铁路 货运列车到发线 |
| 3道            | 鹰厦铁路 客运列车       |
| 2站台 岛式站台 |                         |
| Ⅱ道            | 鹰厦铁路 客运列车       |
| 1道            | 鹰厦铁路客运列车        |
| 1站台 岛式站台 |                         |
| 站房           | 售票处、候车室          |

## 运营状况
目前车站每日有不足10对旅客列车停靠并办理客运乘降业务。车站货场办理货运业务，整车普通货物无限制并办理货运零散货物快运业务料库等铁路单位。邵武站还是鹰厦铁路上重要的区段站，办理货运列车编组业务。车站东北侧设有福州机务段邵武整备车间，部分客运列车须在本站进行司乘继乘降，而部分列车须在本站换挂。该单位原为邵武机务段，2004年11月25日合并至福州机务段。
由于本站至资溪站区间坡度较大，所有经过该区间的货车需在本站加挂补机以通过展线。

## 車站周邊
- 水北镇人民政府
- 越王小学
- 邵武市水北中心小学
- 农村商业银行水北信用社